# (4354) Euclides
(4354) Euclides ist ein Asteroid des Hauptgürtels, der am 24. September 1960 von dem niederländischen Astronomenehepaar Cornelis Johannes van Houten und Ingrid van Houten-Groeneveld entdeckt wurde. Die Entdeckung geschah im Rahmen des Palomar-Leiden-Surveys, bei dem von Tom Gehrels mit dem 120-cm-Oschin-Schmidt-Teleskop des Palomar-Observatoriums (IAU-Code 675) aufgenommene Feldplatten an der Universität Leiden durchmustert wurden.
Der Asteroid gehört zur Dora-Familie, einer Gruppe von Asteroiden, die nach (668) Dora benannt wurde.
(4354) Euclides wurde nach dem griechischen Mathematiker Euklid benannt.